# 1927 en droit
Cet article présente les faits marquants de l'année 1927 en droit.

## Événements

### Avril
- 5 avril (Royaume-Uni) : loi sur les relations de travail (Trade Disputes Act) interdisant les grèves de solidarité et les grèves générales.